# 資本管理
資本管理（capital management）是將個人或組織的資源，投入事業做為生產性資本的行為。將現有財富，即資金、資產等不具生命的物質，轉換成生產事業所需的資本，也就是以人為本，使知識、才能、理想、及策略融合而成的有機體，透過管理來因應社會環境的需要，以創造源源不絕的長期價值。
因此，資本管理不但是返璞歸真，更在格局及眼界上加以提昇，為人類經濟、社會、環境各方面，有形及無形財富的創造，奠定可長可久的基礎。
有別於金融機構（尤其在台灣地區）的「財富管理」，或一般所謂的「資產（asset）管理」或「資金（money）管理」，著眼於搶搭市場熱潮，掌握各類金融商品的波段行情，搶進殺出以賺取差價的作法。
運用資本管理方式而讓組織獲致成功的，最為著名的有華倫·巴菲特領導的多元控股波克夏集團，以及專注在精品事業的路易·威登集團。

## 外部連結
- 不只是精品，揭開LV集團快速成長的秘密 （页面存档备份，存于）
- 教育是百年大計，資本管理又何嘗不是[永久]
- 「作為企業的領導者，就要面對全新的責任：制定資本管理上的決策。」─ 波克夏董事長 華倫·巴菲特 （页面存档备份，存于）